# الغيدانية
الغيدانية مركز إداري تابع لمحافظة الرس في منطقة القصيم، ويقع في الجهة الجنوبية من المنطقة.

## التاريخ
استوطن الغيادين من بني عمرو، إحدى فروع قبيلة حرب، مركز الغيدانية واستقروا فيه.

## السكان
يُقدّر عدد سكان مركز الغيدانية بحوالي 1,000 نسمة.

## الموقع الجغرافي
تقع جنوب غرب منطقة القصيم، على طريق الرس - الدوادمي، وتبعد عن مدينة بريدة حوالي 151 كم، وتبعد عن محافظة الرس حوالي 80 كم، وعن مركز دخنة حوالي 16 كم.

## المناخ
يتميّز مناخ مركز الغيدانية بأنه قاري صحراوي، حيث تكون درجات الحرارة مرتفعة وجافة خلال فصل الصيف، إذ تصل إلى حوالي 45 درجة مئوية. أما في فصل الشتاء، فيكون الطقس باردًا مع هطول أمطار، وقد تنخفض درجات الحرارة إلى حوالي 3 درجات مئوية تحت الصفر. يبلغ متوسط سقوط الأمطار السنوي في المنطقة حوالي 145 ملم.

## ملاحظة
مركز الغيدانية كان من الهجر التي أنشأها الملك عبدالعزيز بن عبدالرحمن آل سعود - رحمه الله - ضمن جهوده لتوطين القبائل وتنظيم مناطق القصيم. 